# ATP Challenger Nantes
Der ATP Challenger Nantes (offiziell: Nantes Challenger) war ein Tennisturnier, das zwischen 1994 und 1995 in Nantes, Frankreich, stattfand. Es gehörte zur ATP Challenger Tour und wurde in der Halle auf Teppich gespielt. Guillaume Raoux ist mit je einem Titel in Einzel und Doppel der einzige mehrfache Turniersieger.

## Liste der Sieger

### Einzel
| Jahr | Sieger          | Finalgegner   | Ergebnis      |
| ---- | --------------- | ------------- | ------------- |
| 1995 | Guillaume Raoux | Jeff Tarango  | 6:2, 7:5      |
| 1994 | Jim Grabb       | Anders Järryd | 6:2, 3:6, 6:1 |

### Doppel
| Jahr | Sieger                           | Finalgegner                 | Ergebnis      |
| ---- | -------------------------------- | --------------------------- | ------------- |
| 1995 | Kent Kinnear Sébastien Lareau    | Nicola Bruno Chris Woodruff | 6:4, 7:6      |
| 1994 | Olivier Delaître Guillaume Raoux | Dick Norman Greg Rusedski   | 6:2, 3:6, 7:6 |